# Attributionaler Egotismus
Attributionaler Egotismus (Attributional egotism) bezeichnet die Tendenz einer Person, bei guten Ergebnissen die Verantwortung für sich selbst zu reklamieren und für schlechte Resultate die Verantwortung zu verneinen. Attributionaler Egotismus ist ein Bestandteil positiver Illusionen und steht in Beziehung zu selbst(wert)erhöhenden Attributionen und selbst(wert)schützenden Attributionen wie der Selbstwertdienlichen Verzerrung.